# جيسي هيل (مغني)
جيسي هيل (بالإنجليزية: Jessie Hill)‏ هو مغني وكاتب أغاني أمريكي، ولد في 9 ديسمبر 1932 في نيو أورلينز في الولايات المتحدة، وتوفي بنفس المكان في 17 سبتمبر 1996 بسبب قصور كلوي.

## وصلات خارجية
- جيسي هيل على موقع ميوزك برينز (الإنجليزية)
- جيسي هيل على موقع أول ميوزيك (الإنجليزية)
- جيسي هيل على موقع ديسكوغز (الإنجليزية)
- جيسي هيل على موقع ديسكوغز (الإنجليزية)